# Honkasaari (ö i Finland, Egentliga Tavastland, Tavastehus, lat 61,02, long 24,93)
Honkasaari är en ö i Finland. Den ligger i sjön Kataloistenjärvi och i kommunen Tavastehus i den ekonomiska regionen  Tavastehus ekonomiska region  och landskapet Egentliga Tavastland, i den södra delen av landet, 90 km norr om huvudstaden Helsingfors. Öns area är 0,5 hektar och dess största längd är 150 meter i nord-sydlig riktning.